# Noodziekenhuis Ahoy
Noodziekenhuis Ahoy was een tijdelijk ziekenhuis in het evenementencomplex Ahoy in Rotterdam ten tijde van de eerste golf van de coronapandemie in het voorjaar van 2020. In de bestaande crisisplannen van Veiligheidsregio Rotterdam-Rijnmond werd al rekening gehouden met het opzetten van noodziekenhuizen in onder andere Ahoy.
De inrichting begon op maandag 30 maart en bestond uit 82 bedden, verdeeld over 4-persoonskamers met ieder een toilet en douche. In een uitbreiding tot 680 bedden was voorzien. Het noodziekenhuis was bedoeld om de ziekenhuizen in de Rijnmond te ontlasten, maar bleek uiteindelijk niet gebruikt behoeven te worden.
Oorspronkelijk zou in Ahoy het Eurovisiesongfestival 2020 plaatsvinden. Vanwege de coronacrisis kon dit evenement geen doorgang vinden. 

## Andere locaties
Ahoy was niet de enige noodzorgvoorziening in Rijnmond. Andere locaties die in de regio beschikbaar waren het Van der Valk Hotel in Ridderkerk (50 bedden) en Aafje zorghotel (50 bedden), ze bleken in de praktijk niet noodzakelijk. De zorglocaties Charloisse Lagedijk (20 bedden) en Prokino in Charlois (14 bedden) voor dak- en thuislozen zijn wel gebruikt. In Schiedam was een speciale corona-onderzoekpost ingericht in de Margriethal, tegenover het Vlietland Ziekenhuis.